# Волосний старшина
Волосни́й старшина (рос. волостной старшина) — посадова особа в Російській імперії, яка мала певну владу на рівні дрібної адміністративно-територіальної одиниці волості. Виборні волосні старшини з'явилися в Катеринославській губернії за правління Катерини II, а по всій імперії — за Павла I. Після адміністративної реформи 1861 роль волосного старшини зросла.

## До 1861
За імператора Павла I скрізь у волосне управління були введені початки самоврядування у вигляді виборних волосних старшин та голів. За Положенням 1838 року, яке реформувало управління державними селянами, передавши їх у відання Палати державних маєтностей, інститут виборного (інколи призначуваного) волосного голови доповнено волосним сходом (один виборний представник від 20 дворів) та волосним правлінням.

## 1861—1917
За Положенням, прийнятим 1861 року, волосне правління складалося з волосного старшини, сільських старост та їхніх помічників, збирачів податків, що обиралися окремо, волосного писаря, який служив за наймом. У віданні правління перебувало здійснення видатків, затверджених волосним сходом, ведення посімейних списків та різних облікових книг стосовно продовольчих позик, призову новобранців, обов'язкового страхування тощо, доведення розпоряджень влади, зокрема рішень щодо прохань та скарг, збирання статистичних відомостей про видатки на врожай, на боротьбу проти шкідників, епідемій, засвідчення духовних заповітів, деяких контрактів між селянами та угод про найм на сільськогосподарські роботи, стягнення з селян боргів на користь держави чи приватних осіб, здійснення поштових операцій. 
Волосного старшину назначав волосний сход на 3 роки і затверджував земський начальник. До обов'язків волосного старшини входило здійснення нагляду за поліцейським порядком у волості, сприяння роботі різних відомчих органів у селах волості (суду, акцизного нагляду тощо), скликання, підготовка програми та виконання рішень сходів, вирішення різних селянських справ. 
Волосний старшина віддавав розпорядження, а з волосним сходом фактично тільки радився. Сам старшина звітував перед поліційним управлінням, повітовою владою та земськими органами. В першу чергу на нього покладалася функція підтримання порядку, тобто поліційного контролю. Оскільки волосний старшина часто був неписемний, то канцелярію волосного сходу вів писар. Зміни Положення від 1874 та 1912 року ще більше звузили можливості волосного самоврядування та передали фактичну владу поліцейським урядникам та писареві.